# Parasbecesta
Parasbecesta is een geslacht van kevers uit de familie bladkevers (Chrysomelidae).
De wetenschappelijke naam van het geslacht werd in 1940 gepubliceerd door Laboissiere.

## Soorten
- Parasbecesta breviuscula (Weise, 1904)
- Parasbecesta burgeoni Laboissiere, 1940
- Parasbecesta flavonigra Laboissiere, 1940
- Parasbecesta ituriensis (Weise, 1924)
- Parasbecesta personata Laboissiere, 1940
- Parasbecesta purpurea (Laboissiere, 1937)
- Parasbecesta rubida Laboissiere, 1940
- Parasbecesta ruwensorica (Weise, 1912)